# Gayan
Gayan ist eine französische Gemeinde mit 267 Einwohnern (Stand 1. Januar 2022) im Département Hautes-Pyrénées in der Region Okzitanien (vor 2016: Midi-Pyrénées). Die Gemeinde gehört zum Arrondissement Tarbes und zum Kanton Vic-en-Bigorre (bis 2015: Kanton Bordères-sur-l’Échez).
Die Einwohner werden Gayanais und Gayanaises genannt.

## Geographie
Gayan liegt circa neun Kilometer nördlich von Tarbes in dessen Einzugsbereich (Aire urbaine) in der historischen Provinz Bigorre am westlichen Rand des Départements.
Umgeben wird Gayan von den vier Nachbargemeinden:
|         | Siarrouy                                    |         |
| Lagarde | Kompassrose, die auf Nachbargemeinden zeigt | Andrest |
|         | Oursbelille                                 |         |

## Einwohnerentwicklung

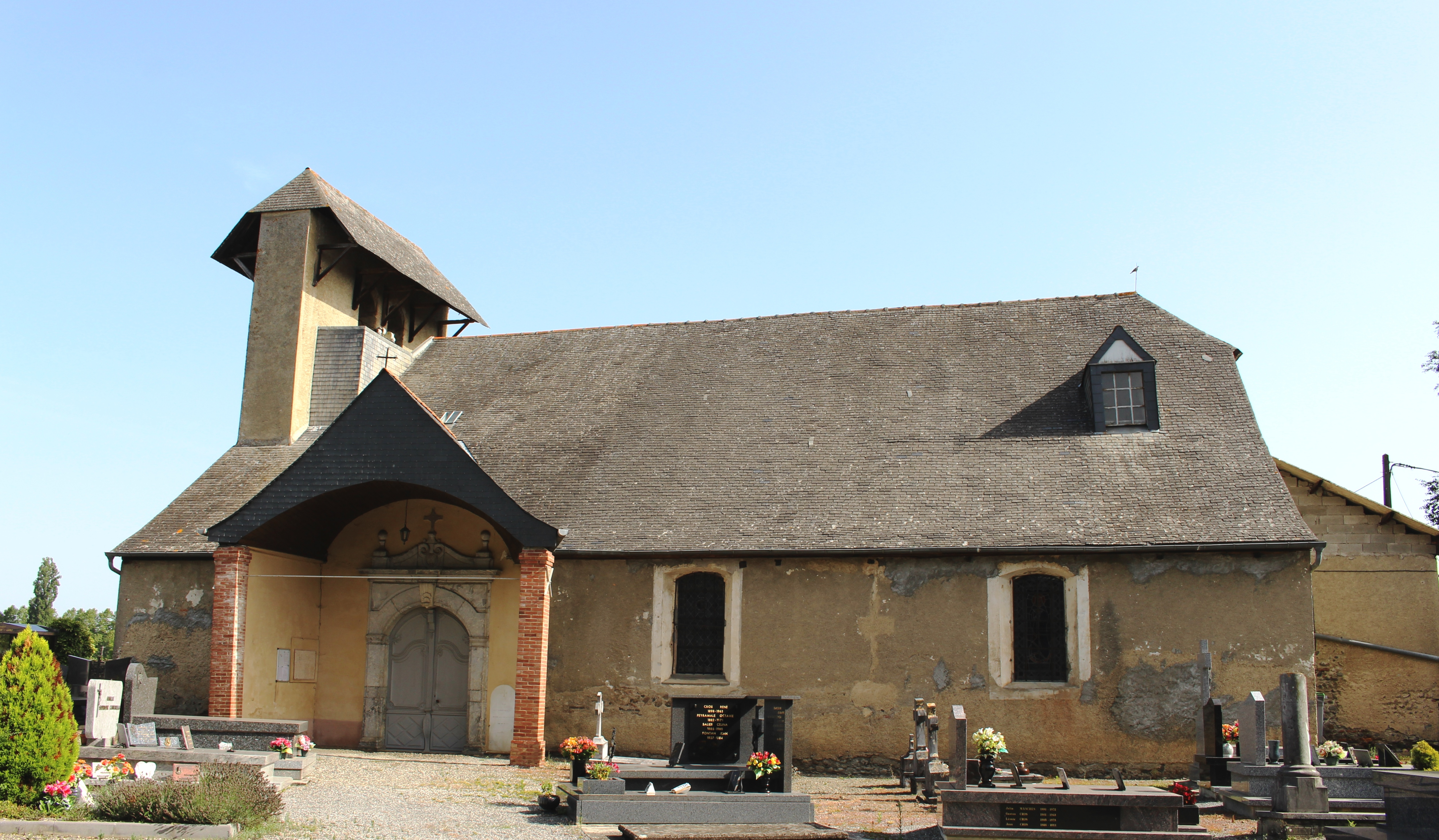
Pfarrkirche Saint-Jean-Baptiste

Nach Beginn der Aufzeichnungen stieg die Einwohnerzahl bis zur Mitte des 19. Jahrhunderts auf einen Höchststand von 320. In der Folgezeit sank die Größe der Gemeinde bei kurzen Erholungsphasen bis zu den 1920er Jahren auf rund 175, bevor eine längere Phase mit oszillierendem Wachstum einsetzte, die bis heute anhält.
| Jahr      | 1962 | 1968 | 1975 | 1982 | 1990 | 1999 | 2006 | 2011 | 2022 |
| --------- | ---- | ---- | ---- | ---- | ---- | ---- | ---- | ---- | ---- |
| Einwohner | 221  | 202  | 189  | 234  | 213  | 252  | 268  | 250  | 267  |

## Sehenswürdigkeiten
- Pfarrkirche Saint-Jean-Baptiste

## Wirtschaft und Infrastruktur

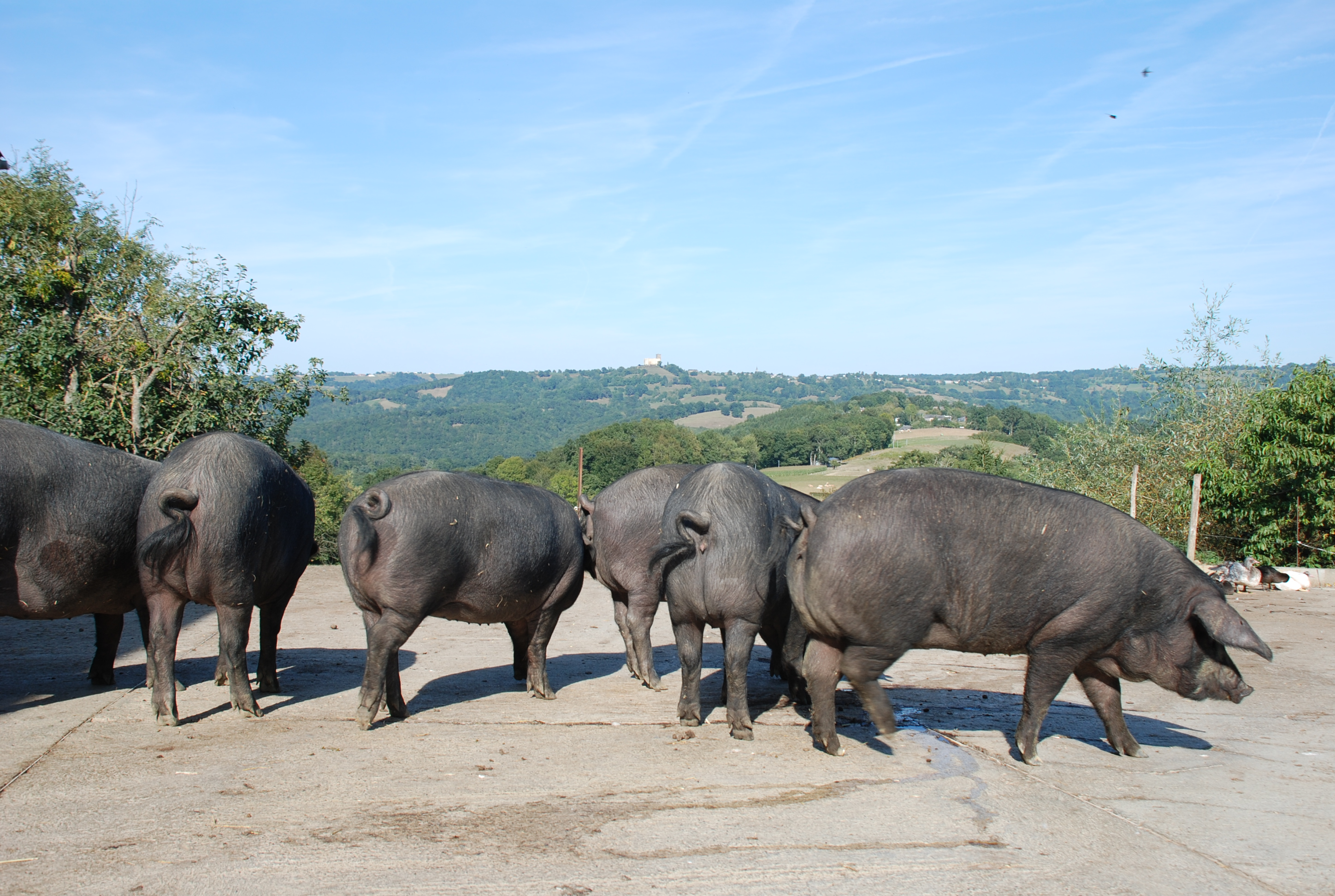
Porcs Noirs de Bigorre

Gayan liegt in den Zonen AOC der Schweinerasse Porc noir de Bigorre und des Schinkens Jambon noir de Bigorre.

### Bildung
Die Gemeinde verfügt über eine Grundschule mit 16 Schülerinnen und Schülern im Schuljahr 2019/20.

### Sport und Freizeit
Eine Variante des GR 101, einem Fernwanderweg von Maubourguet zum Col de Saucède führt auch durch das Zentrum der Gemeinde.

### Verkehr
Gayan ist über die Routes départementales 168 und 393 erreichbar.